# 本多大夢
本多 大夢（ほんだ ひろむ、2000年〈平成12年〉7月10日 - ）は、日本のアーティスト、モデル、俳優、シンガーソングライター、男性ユニットROIROMのメンバー。
神奈川県 出身。身長175cm。血液型はB型。

## 経歴
親の影響で子どもの頃から音楽を聴いて育つ。歌が好きになったきっかけは、幼稚園の頃祖父母の家にあるカラオケで親戚の前で歌って褒められたこと。吉幾三などの演歌をよく歌っていた。本格的に音楽をやりたいと思い始めたのは中学2年生のときで、高校1年生のときに歌の道に進もうと決心した。
高校卒業後はアーティストを志し、専門学校ESPエンタテインメント東京の音楽アーティスト科ヴォーカルコースに進学。韓国の芸能事務所で練習生生活を送った経験もある。
2021年、『PRODUCE 101 JAPAN SEASON2』に参加し、最終順位は83位。
2023年、『ASIA SUPER YOUNG（亞洲超星團）』に参加し、最終順位は44位。
2024年、『timelesz project』に参加し、最終候補生として、美しい歌声と優れた人間力で高い評価を受けた。3次審査の課題曲となった嵐の「Monster」では、オリジナルで大野智が歌うソロパートの前半部分を担当。ボーカルトレーナーの宮本美季からは「歌心がある」と評された。7位で通過。4次審査の「Purple Rain」では歌い出しを担い、楽曲の世界観を印象づけた。6位で通過。5次審査では「New phase」をパフォーマンスするteam KIKUCHIのリーダーを務めた。7位で通過。最終審査に向けては「自分の存在意義で言うとボーカルだと思ってて」と意気込み、2つの課題曲ともに難易度の高い歌唱パートを担当した。審査本番、「Rock this Party」の激しく踊りながら歌うパートでは、ターンの勢いでネックレスがマイクに引っかかってしまうというハプニングも。しかし、一瞬のタイミングで解くという判断をし、何事もなかったかのように歌い続ける冷静な対応力を発揮。もう1曲の「RUN」では、猪俣周杜と向かい合うパートで、目の前の猪俣が涙を流して歌いながら手を伸ばしたのを受けてその手を取り、さらには衝動的に猪俣を抱きしめ、そのまま歌った。結果としてtimelesz加入は叶わなかったものの、多くの視聴者の心に感動を残した。
2025年5月8日、同じく『ASIA SUPER YOUNG（亞洲超星團）』参加者で『timelesz project』最終候補生だった浜川路己とともに音楽ユニットROIROMの結成を発表。このタイミングでファンクラブサイト、ファンクラブアプリも開設された。
同年同月、日本テレビ系バラエティー『THE突破ファイル』でテレビ初出演を果たした。

## 人物
- 趣味は作詞作曲、ギター、カフェ巡り[1]。
- 好きなことは散歩、筋トレ[1]。
- 好きな食べ物はオムライス、お寿司、カスタード全般[1]。
- 特技は猫に関する豆知識[1]、一発ギャグ[3]。

## 出演

### 配信・テレビ番組
- 『ASIA SUPER YOUNG（亞洲超星團）』（2023 - 2024年、無綫電視とSTAR Chinaの共同制作）[16]
- 『timelesz project』（2024 - 2025年、Netflix）[7]
- 『THE突破ファイル』スタジオゲスト（2025年5月22日、日本テレビ）[17]
- 『あざとくて何が悪いの?』スタジオゲスト（2025年6月19日、テレビ朝日）[18]
- 『THE 世代感』ゲスト（2025年6月22日、テレビ朝日）[19]
- 『ZIP!』（2025年7月8日、日本テレビ）[20]
- 『ヒルナンデス!』（2025年7月8日、日本テレビ）[20]
- 『DayDay.』（2025年7月8日、日本テレビ）[20]
- 『ザ!世界仰天ニュース』（2025年7月8日、日本テレビ）[20]
- 『ナインティナインの人生予習スゴロク』（2025年7月13日、日本テレビ）[21]
- 『沸騰ワード10』（2025年7月25日、日本テレビ） [22]
- 『MEGUMIママのいるBar』（2025年7月29日・8月4日、テレビ朝日） [23]

### MV
- Specter to Zombie（ORANGE RANGE、2024年3月10日）[24]

### 雑誌・Webメディア
- 『SPUR』（2025年5月8日、Web掲載）「本多大夢、浜川路己がユニットとして始動。 メディア初登場の【ROIROM（ロイロム）】に独占インタビュー！」[25]
- 『「VOCE」2025年7月号』（2025年5月22日）「SUPER PEOPLE」[26]
- 『「ar」2025年7月号』（2025年6月12日）「HOT×HOT Boys」[27]
- 『「MAQUIA」2025年8月号』（2025年6月20日）「STUNNING! ROIROM」、増刊表紙[28]
- 『「美的」2025年8月号』（2025年6月20日）「美的HEN」[29]
- 『「anan」2459号』（2025年8月20日）「確かなカンケイ。」、スペシャルエディション表紙[30]

### CM・広告
- 花王『エッセンシャル』「速乾つるサラチャレンジ」（2025年6月、WebCM）[31]
- JINS『RIM』「RIMLESS + DOUBLE BRIDGE いまをかける。」（2025年7月、プロモーション動画）[32]
- 花王『エッセンシャル』「ROIROM 新たなデビュー」篇（2025年7月、WebCM）[33]
- ソフトバンク『LINEMO』“GreenTalk” 「つながる篇」「安心篇」（2025年7月、WebCM）[34]

## 音楽作品（ROIROMとして）
- 未発表（2025年7月現在）